# 小林タカヤス
小林 タカヤス（こばやし タカヤス、男性、1979年4月1日 - ）は、日本のプロボクサー。福井県福井市出身。福井県立羽水高等学校中退。川島ボクシングジム所属。

## 来歴
アマチュアボクシングで活躍する先輩に憧れ、高校でボクシングを始める。しかし指導内容等に疑問を抱き、退部。2年生で学校も退学した。その後、大阪のジムに入門を申し込んだものの視力が弱いことを理由に断られ、一旦プロボクサーへの道を諦めたが、当時の職場の先輩に「夢を諦めるな」と諭され奮起。当時高額だった視力回復手術の費用を稼ぐために夢中で働いた。手術後、東京の数件のジムに入門希望の電話をしたが、1件だけ親身に話を聞いてくれたところがあった。そのジムが川島ボクシングジムで、電話の相手が川島郭志（元WBC世界スーパーフライ級王者）だったと後で知り、小林は感激した。
- 2002年11月16日 プロデビュー戦は引き分けとなった。2003年には新人王戦にフライ級で出場し、5月1日の東日本新人王予選2戦目で敗退した。
- 2007年9月20日 金田考則とのフライ級8回戦に2-1の判定勝利を収め、この試合に対し、東日本ボクシング協会の同年9月度月間新鋭賞を受けた。
- 2008年1月25日 殿村雅史とのスーパーフライ級8回戦に2-0の判定勝利を収め、これにより日本スーパーフライ級11位にランク入りを果たした。
- 2009年
  - 6月8日 日本フライ級7位としてWBA世界フライ級8位・WBC世界同級6位の升田貴久と51.5kg契約で自身初の10回戦を行い、前評判を覆し2-0の判定勝利を収め、2005年4月の敗戦以来11連勝となった。
  - 7月 6月の勝利により日本フライ級1位・OPBF東洋太平洋同級2位・WBA世界同級9位へ上昇した。
- 2010年
  - 2月8日 WBA12位・WBC13位として、WBC6位の日本フライ級王者清水智信に挑戦。2Rにダウンを奪われ、4Rにはバッティングで失点し、7RTKO負けで王座獲得はならなかった[1]。
  - 6月23日、日本タイトル挑戦権獲得トーナメント「最強後楽園」フライ級準決勝で4位として5位・林徹麿と対戦し、2-1（58-57、58-57、57-58）の判定勝利で再起を果たした[2]。
  - 9月5日、同トーナメント決勝で3位として2位の吉田拳畤と対戦し、5Rに試合が止められて負傷引分1-1（47-49、49-48、48-48）となり、優勢点による勝者扱いで日本フライ級王座への挑戦権を獲得した。
- 2011年2月5日 後楽園ホールにて、清水智信の王座返上により空位となっていた日本フライ級王座を元同級暫定王者五十嵐俊幸と争ったが、3RTKOで敗れて王座獲得はならなかった。
- 2013年8月 現役引退。現在は横浜市鶴見区岸谷で「らーめんこじろう鶴見店」を営む。

## 戦績
- アマチュアボクシング：3戦2勝 (1KO) 1敗
- プロボクシング：23戦16勝 (2KO) 4敗3分

| 戦           | 日付           | 勝敗 | 時間    | 内容        | 対戦相手         | 国籍                      | 備考                                             |
| ------------ | -------------- | ---- | ------- | ----------- | ---------------- | ------------------------- | ------------------------------------------------ |
| 1            | 2002年11月16日 | 引分 | 4R      | 判定1-1     | 石出匠           | 日本 （キクチ）           | プロデビュー戦                                   |
| 2            | 2003年1月17日  | 勝利 | 4R 2:38 | TKO         | 中島孝二         | 日本 （横浜光）           |                                                  |
| 3            | 2003年3月31日  | 勝利 | 4R      | 判定3-0     | 高橋大海         | 日本 （横須賀）           | 東日本フライ級新人王トーナメント予選             |
| 4            | 2003年5月1日   | 敗北 | 2R 2:02 | TKO         | 山中力           | 日本 （帝拳）             | 〃                                               |
| 5            | 2003年10月17日 | 勝利 | 4R      | 判定3-0     | 岡野将           | 日本 （沼田）             |                                                  |
| 6            | 2004年6月2日   | 勝利 | 4R      | 判定3-0     | ドラゴンヨウスケ | 日本 （F・I）             |                                                  |
| 7            | 2004年11月30日 | 引分 | 6R      | 判定1-0     | 石井博           | 日本 （角海老宝石）       |                                                  |
| 8            | 2005年4月26日  | 敗北 | 6R 0:47 | TKO         | 清水真吾         | 日本 （マーベラス）       |                                                  |
| 9            | 2005年10月21日 | 勝利 | 6R      | 判定3-0     | 小池洋介         | 日本 （古口）             |                                                  |
| 10           | 2005年2月16日  | 勝利 | 3R 1:50 | KO          | ガンバル宮島     | 日本 （オサム）           |                                                  |
| 11           | 2006年7月19日  | 勝利 | 6R      | 判定3-0     | ドラゴンヨウスケ | 日本 （F・I）             |                                                  |
| 12           | 2006年12月21日 | 勝利 | 8R      | 負傷判定3-0 | 古川敬介         | 日本 （全日本パブリック） |                                                  |
| 13           | 2007年4月26日  | 勝利 | 6R      | 負傷判定3-0 | 矮松和明         | 日本 （協栄）             |                                                  |
| 14           | 2007年9月20日  | 勝利 | 8R      | 判定2-1     | 金田考則         | 日本 （古口）             |                                                  |
| 15           | 2008年1月25日  | 勝利 | 8R      | 判定2-0     | 殿村雅史         | 日本 （角海老宝石）       |                                                  |
| 16           | 2008年5月30日  | 勝利 | 8R      | 判定3-0     | 和田吉史         | 日本 （協栄）             |                                                  |
| 17           | 2008年10月9日  | 勝利 | 8R      | 判定3-0     | 山本秀人         | 日本 （神拳阪神）         |                                                  |
| 18           | 2009年3月10日  | 勝利 | 8R      | 判定3-0     | 柳直大           | 日本 （新田）             |                                                  |
| 19           | 2009年6月8日   | 勝利 | 10R     | 判定2-0     | 升田貴久         | 日本 （三迫）             |                                                  |
| 20           | 2010年2月8日   | 敗北 | 7R 0:59 | TKO         | 清水智信         | 日本 （金子）             | 日本フライ級タイトルマッチ                       |
| 21           | 2010年6月23日  | 勝利 | 6R      | 判定2-1     | 林徹麿           | 日本 （セレス）           | 日本タイトル挑戦権獲得トーナメントフライ級準決勝 |
| 22           | 2010年9月5日   | 引分 | 5R 0:29 | 判定1-1     | 吉田拳畤         | 日本 （ワタナベ）         | 日本タイトル挑戦権獲得トーナメントフライ級決勝   |
| 23           | 2011年2月5日   | 敗北 | 3R      | TKO         | 五十嵐俊幸       | 日本 （帝拳）             | 日本フライ級王座決定戦                           |
| テンプレート |                |      |         |             |                  |                           |                                                  |

## 獲得タイトル
- 第3回日本タイトル挑戦権獲得トーナメントフライ級優勝